# Gustav Greiffenhagen
Gustav Greiffenhagen (* 13. April 1902 in Hannover; † 2. Juni 1968 in Bremen) war ein Pastor in Bremen, der in der Zeit des Nationalsozialismus seines Amtes enthoben wurde.

## Biografie
Greiffenhagen war der Sohn eines Pastors. In Zellerfeld wuchs er auf und in Clausthal besuchte er das Gymnasium, das er mit dem Abitur abschloss. Er studierte Theologie an der Universität Göttingen und promovierte dort. Danach war er Hauslehrer und Vikar. Er schrieb in dieser Zeit sein Lizentiat über den Theologen und Philosophen Friedrich Schleiermacher. 1927 wurde er Hilfsgeistlicher in Bremervörde und ab 1929 war er Pastor in Stotel.
1931 berief ihn die St. Stephanikirche in Bremen zum Pastor. Er stand in der Zeit des Nationalsozialismus im Widerspruch zur offiziellen Kirche und zum Bremer Landesbischof Heinrich Weidemann, fand aber Unterstützung u. a. bei der Bekennenden Gemeinde Stephani-Süd und war Gründungsmitglied der Bekennenden Kirche in Bremen. Ende Mai 1934 nahm er an der Barmer Bekenntnissynode teil, bei der die Barmer Theologische Erklärung verabschiedet wurde.
Im Juli 1934 wurde Greiffenhagen die Amtsausübung untersagt. Zeitweise wurde er von den Nazis in Schutzhaft genommen. Er hielt jedoch Gottesdienste in privaten Häusern und fand die Unterstützung vieler Gemeindemitglieder und Pastoren (u. a. Elisabeth Forck, Tusnelde Forck, Maria Schröder, Hedwig Baudert, Anna Dittrich und Magdalene Thimme), von denen einige wegen der Unterstützung von Juden in Schutzhaft genommen wurden. 1936 trat er aus dem Bruderrat der Bekennenden Kirche aus mit der Begründung, dass ihm dieser zu kompromissbereit war. Im Zweiten Weltkrieg diente er als Soldat.
Nach dem Krieg war Greiffenhagen bis 1967 wieder Pastor an der Stephanikirche. Seine Gemeinde und er baten um Verzeihung gegenüber den überlebenden Christen jüdischer Herkunft, weil sie „zu wenig Widerspruch gegen das NS-Reich gewagt hätten“. Er sah sich und die Mitarbeiter der Gemeinde dazu aufgerufen, „den Geist Jesu Christi gegen Militarismus und Antikommunismus im Verzicht auf Feindbilder, Gewalt (Kriegsdienstverweigerung) und in Feindesliebe zu bewähren“. Er war ein enger Freund der Familie von Bürgermeister Henning Scherf.
Der Politikwissenschaftler Martin Greiffenhagen (1928–2004) war sein Sohn, die Politikwissenschaftlerin Sylvia Greiffenhagen dessen Frau.

## Schriften
- Die Christologie Schleiermachers in seiner Reifezeit mit besonderer Berücksichtigung der methodologischen Probleme; 1930
- Reden und Schriften 1931–1961 In: Hospitium Ecclesiae, Bd. 20, 1995; bzw. Hrsg. Diether Koch bei Hauschild Verlag, Bremen 1995